# Šalgovce
Šalgovce es un municipio del distrito de Topoľčany en la región de Nitra, Eslovaquia, con una población estimada a final del año 2024 de 470 habitantes.
Se encuentra ubicado al norte de la región, cerca del río Nitra (cuenca hidrográfica del Danubio) y de la frontera con las regiones de Trnava y Trenčín.

## Demografía
| Año        | 1994 | 2004    | 2014    | 2024    |
| ---------- | ---- | ------- | ------- | ------- |
| Población  | 515  | 514     | 516     | 470     |
| Diferencia |      | −0,19 % | +0,38 % | −8,91 % |

| Año        | 2023 | 2024    |
| ---------- | ---- | ------- |
| Población  | 483  | 470     |
| Diferencia |      | −2,69 % |